# Phallusia suensonii
Phallusia suensonii is een zakpijpensoort uit de familie van de Ascidiidae. De wetenschappelijke naam van de soort is voor het eerst geldig gepubliceerd in 1885 door Traustedt.